# Каменецка кула
Каменецката кула (на беларуски: Камянецкая вежа, Камянецкий столп, Белая вежа) е уникален паметник на архитектурата и фортификацията от 13 век в град Каменец, Брестка област на Беларус.
Издига се на левия бряг на река Лясная. Има общи черти с кулите-донжони, разпространени по това време в Западна Европа. Кулата е обявена за исторически и културен паметник на Беларус и е представена в предварителния Списък на световното наследство на ЮНЕСКО.

## История
Каменецката кула е построена за защита на северните граници на Галицко-Волинското княжество, като част от защитна система, състояща се от поредица отбранителни, наблюдателни и сигнални кули издигнати по линията Брест, Туров, Гродно, Волинск, Чарторийск, Холм, Луцк, Полоцк и Навагрудак. От всички тях до наши дни е достигнала само Каменецката кула. Според летописите е изградена от майстор Алекс, между 1276 и 1288 г., по заповед на галицко-волинския княз Владимир Василкович.
След смъртта на Василкович, неговият племенник Юрий разквартирува в Каменец свой гарнизон. Към наследствените земи обаче има претенции и Мстислав, братовчед на починалия владетел. Той извиква татарски войски и с тяхна помощ принуждава Юрий да напусне града и кулата. Но преди да се оттегли Юрий успява да опустоши Каменец.
През целия 14 век в Брестките земи се водят ожесточени сражения. През 1319 територията е завзета от великия литовски княз Гедимин, но няма данни кулата да е била превземана. След неговата смърт територията се пада по наследство на сина му и следващ велик княз Кейстут.
В периода 1373 – 1379 г. са известни няколко набега на тевтонските рицари. Те разрушават Каменец и отвеждат в плен голяма част от населението, но кулата остава непревземаема. Три години по-късно, след 7-дневна обсада, градът е завзет от полския княз Януш Мазовецки, който придобива право над него като зестра при женитбата си с Данута, дъщеря на Кейстут.
На следващата година, след едноседмична обсада от княз Владислав II Ягело, градът отново е присъединен към Великото литовско княжество. По време на продължителната вражда между братовчедите Витовт и Ягело, през 1389 г. на Владислав II отново се налага да превзема града и крепостта с щурм. Тъй като кулата се намира в стратегически важна точка, при пресичането на няколко търговски пътища, тя бързо е поправяна и поддържана в изрядно състояние.
През 1409 г., в двореца до нея, легат на римския антипапа Александър V връчва на Владислав Ягело була за нелегитимността на двама антипапи. През следващата година Каменец посреща героите от битката при Таненберг. През 1500 г. кримският хан Менгли I Герай напада града и кулата с 15-хилядна войска, но не успява да превземе нито него, нито нея, тъй като татарите все още нямат умението за обсада на крепости.
През 1518 г. Каменец възприема Магдебургското право. Това е феодално право на градовете, според което селището има привилегията, по собствените си юридически норми, да регулира икономическата дейност, търговския обмен, обществено-политическия живот и съсловното състояние на гражданите. Жителите получават много нови права и скоро градът се превръща в богат търговски и занаятчийски център, от което значението на защитната кула става още по-голямо. През 1526 г. австрийският дипломат Сигизмунд фон Герберщайн пише в книгата си, че Каменец е град с каменна кула и дървен замък. През 1569 г., по силата на Люблинската уния, Каменец се оказва част от Жечпосполита.
През 16 – 17 век кулата издържа набезите на кръстоносци и атаките на полски и литовски войски. Под стените ѝ се сражават армиите на Жечпосполита и Великото московско княжество.
През 19 век, поради появата на мощни огнестрелни оръжия и усъвършенствано обсадно въоръжение, Каменецката кула губи отбранителното си значение. Съоръжението първо служи за склад, а след това е изоставено. През 1822 г. е направен опит да се свалят и използват тухлите от него. Продължителното време на съществуването му обаче, превръща зидарията и свързващия разтвор в монолитна маса, така че опитът пропада. През 1861 – 1863 г., по време на въстанието на Константин Калиновски, руските войски организират в кулата арсенал, като съхраняват там дори оръдия.
Реставрационни работи са проведени в периодите 1968 – 1973 и 1996 – 2003 г. Днес в Каменецката кула е организиран краеведчески музей, а на връхната площадка се провеждат обзорните екскурзии „Архитектурните паметници в Каменец“.

## Архитектура
Кулата е отбранителна и почти непристъпна за войските по онова време. Входът ѝ се намира на 13 м над земята и при наличието на запаси от продоволствия и вода превземането ѝ става изключително трудно. Отворът на входа е тесен и през него едновременно не могат да минат двама или повече души.
При първоначалното строителство около издигнатата тухлена кула е изграден дървена крепост. Съоръжението представлява кула-донжон, заобиколена от три страни с дървени укрепления и ровове, а от четвъртата защитена от реката. Затова на разстояние по-малко от един изстрел от нея не е било възможно да се задържат обсадни и стенобитни машини.

### Описание
Кулата е 5-етажно кръгло съоръжение, иззидано с тъмночервени и жълти тухли и издигнато на каменни основи. Формата не е напълно цилиндрична, съвсем леко се скосява към върха и представлява пресечен конус. Освен това цялата конструкция има лек наклон по вертикала.
Височината на кулата е средно 30 м (според летописите 17 сажена), външната стена до върха на зъбците е 29,40 м, а вътрешната – 31 м. Разликата се получава поради факта, че дъното на кулата се намира на 1,60 м под нивото на терена. Външният диаметър е 13,6 м, вътрешният – 9 м, диаметърът на каменния фундамент – 16 м, а височината му е 2,3 м. Дебелината на стените се различава незначително от долу нагоре – в основата е 2,5 м, а на върха – 2,15 м. Общата площ на помещението е около 300 м2, което позволява в него да се съберат доста войници.
Кулата е изградена на 5 етажа, като всеки от тях е с различна височина – при първия тя е 5,30 м, вторият е висок 4,30 м, третият и четвъртият – по 4,35 м. Петият е най-висок – от пода до основата на свода е 7, 35 м. Първите 4 са свързани с тясно дървено стълбище. От петия етаж нагоре води каменна стълба, преминаваща в дебелината на стената, осветявана от два тесни прозореца и водеща до площадката на върха и зъбците.
По фасадата има съвсем малко декоративни елементи – тесни бойници и ниши с готически или романски завършек. Площадката на върха е заобиколена от 14 правоъгълни зъбеца, половината от тях с наблюдателни отвори. По периметъра от външната страна е положена декоративна ивица от 4 реда тухли, иззидани под ъгъл една спрямо друга. Този вид украса подчертава античността на местните архитектурни традиции.

### Фундамент
Фундаментът е направен от камъни и пясък, положени в котлован, без никакъв свързващ материал. Изработен е по този начин, тъй като почвата е блатиста и се предполага нейната нестабилност. При поява на колебания в нея, изместванията се обират и компенсират от най-долния слой камъни, промеждутъците между които се запълват от пясъка. Има предположение, че самите камъни са легнали върху дебели дървени трупи, смъкнати по река Лясная от Беловежката гора.

### Бойници
На различни нива стените на кулата са прорязани от бойници. На първия етаж те са 2, а на втория и третия – по 3. На четвъртия има 2 бойници и един арковиден отвор, завършващ с архиволта, изработена от подредени под ъгъл една спрямо друга тухли. Той е водел към балкон и на времето се е ползвал като единствен вход към кулата. Намира се на 13 м над терена, височината му е 2,30 м, а ширината – 1,35 м.
На петия етаж са врязани 4 бойници, всяка с височина 2,70 м и ширина 1,30 м, които завършват с готически сводове. Те рязко се отличават от всички останали – представляват тесни процепи, през които не може да се промъкне човек. Навътре се разширяват и образуват ниши с човешки ръст, откъдето спокойно може да се стреля надолу с лък или арбалет. Бойниците се разширяват както навън, така и навътре, т.е. най-тясната им част се намира в средата на дебелината на стената. Разположени са под 90° една спрямо друга. По този начин е осигурена възможност за много по-широк обзор на местността и то – във всички посоки.
На фасадата между тях са оформени 4 декоративни арковидни ниши, завършващи с полукръгли романски сводове. Отвътре зидарията е съвсем непрекъсната и ненарушена, което говори, че те никога не са били отваряни, а са направени само с декоративна цел.

### Зъбци и покрив
На върха си кулата завършва с бойна площадка, по периферията на която са издигнати 14 правоъгълни зъбеца, позволяващи да се води прѝцелен бой. Височината на всеки от тях е 1,15 м, ширината – 2,10 м, а дебелината – 1,10 м. В средата на всеки втори (общо 7), са прорязани тесни и високи отвори, които служат като наблюдателници по време на интензивен обстрел. От тази височина се открива панорама в радиус от 20 км. От 13 век е останал само един оригинален зъбец на южната страна, всички останали са възстановени при ремонта през 1950-те години.
По периметъра от вътрешната страна на зъбците е разположена бойна площадка, представляваща отстъп с ширина около 1,5 м, по който войниците могат да се придвижват. Историците твърдят, че кулата е завършвала с дървен покрив с формата на сплескан конус, започващ от площадката към центъра. Той обаче е напълно унищожен и през 1903 – 1905 г. вместо него е изработен нов, също дървен, облицован с оловни листове. По периметъра е оставен зидан вътрешен улук, през който водата се оттича навън през 4 отвора.
Известно е, че над петия етаж е имало тухлен свод, от който са останали само носещите елементи.

### Вътрешно устройство
Отвътре кулата е съвсем скромна и максимално пригодена за отбрана. Първият етаж е с тухлен свод и е ползван като склад за хранителни стоки. Възможно е да е имало и кладенец, тъй като по тези места има много извори, а подземните води, както и нивото на реката, са били по-високи.
Петте етажа са разделени от дъбови конструкции, свързани с дървени стълбища. Не е изключено да е имало отвори, минаващи през центъра на всички етажи. Предполага се, че при интензивна стрелба, са ползвани за бързо изкачване на боеприпаси до бойната площадка на покрива.

### Реставрация
В края на 19 век, когато Николай II пристига на лов в Беловежката гора, дава аудиенция на Лев Паевски, свещеник, етнограф и краевед. Той убеждава царя да задели средства за ремонт на кулата и строителството на нова църква. За тази цел от хазната са отпуснати 50 000 златни рубли. Решението за реставрацията на кулата е взето през 1897 г., където тя е определена като „най-стария паметник на православното християнство в района“. Проектът, изработен от гродненския губернски архитект И. Плотников, се различава сериозно от кулата такава, каквато е била в древността. Министерството обаче отказва да го плати, заради финансови проблеми.
Две години по-късно, по заповед на Археологическата комисия, с изследването на кулата и проектирането на реставрацията, се заема академикът по архитектура Владимир Суслов. Новият проект е одобрен от Николай II и работата започва. Поръчани са 10 000 тухли и гродненският майстор Адам Артишевски възстановява зидарията там, където е била нарушена. Покрай основите е свален 3-метров наносен земен слой, от който около кулата е оформен кръгъл вал. Отвътре е подсилен с трошен камък и са изкопани дренажни канали за отводняване. Между етажите е направено укрепване с дървени греди, изработен е куполният покрив и във вътрешността е изградено ново, дървено стълбище.
Останките от стария земен вал и дървения замък изчезват, а при понижаването на терена на повърхността се появява бившият сутерен. Работата завършва през 1903 г. и постройката достига до наши дни в този си вид.
След тази реставрация кулата отново е изоставена и запустява в продължение на 50 години. В началото на 1950-те години, по време на съветската власт, цялата е измазана за първи път (в бяло) и така получава другото си название Бялата кула (Белая вежа). Подът е настлан с каменни плочи. На 1 май 1960 г. в нея е настанен филиал на Бресткия областен краеведчески музей, който ползва и петте етажа. През 1998 г., с помощта на алпинисти, бялата боя е свалена и кулата отново придобива тухлено-червения си цвят, а стълбата е променена. На 4 септември 2005 е завършен последният етап от реставрацията.

## Материали

### Тухли
Тухлите за зидарията са направени от местна, ситнозърнеста глина. Размерите на една тухла са 26,5 х 13,5 х 8 см. Не се произвеждат целогодишно, а само в продължение на 100 календарни дни, по време на строителния сезон – от късна пролет до ранна есен. Според преданията майсторите, отговарящи за тухлите, проверяват глината като я опитват на вкус. След като е одобрена, тя се пресява от камъни и се смесва в определени пропорции с пясък и органични добавки – животинска кръв и кокоши яйца.
След това глината се поставя в дървени рамки, чиито размери са по-големи от тези на бъдещите тухли. Те, от своя страна, се поставят върху дървени подложки и глината се трамбова плътно. Рамката и подложката осигуряват равната повърхност на тухлите, а отгоре излишъкът се изрязва с дървен нож. С пръсти се правят успоредни надлъжни каналчета по горния и долния ръб. Получените вдлъбнатини осигуряват по-голяма площ за контакта с хоросана, което води и до по-голяма здравина на зидарията.
Така приготвените тухли се оставят на слънцето да се изсушат, за да се премахни излишната влага, която води до напукване на изделието при печене. Сушенето трае 10 – 14 дни, но при неблагоприятни метеорологични условия може да продължи и до месец. Печенето става в специални пещи, обикновено разположени до мястото за добив на глина. Но не е изключен и вариантът, това да е ставало в покрайнините на Каменец в специални тухлени приспособления. Червеният цвят на тухлите се получава в резултат на окисляването на желязото, съдържащо се в глината. Когато тя съдържа прекомерно много вар и малко желязо, тухлите стават жълти.

### Свързващ разтвор
Техниката за приготвяне на строителни разтвори в Древната Рус се е развила на базата на византийските традиции, обикновено с някакви промени и допълнения. Като свързващ разтвор при зидарията е ползвана гасена вар с примеси. Суровината за негасената вар се изпича в продължение на 3 – 5 дни, след което се гаси с вода в специални ями.
Строителният разтвор се състои от гасена вар и пълнители. Най-често като пълнител са използвани натрошени тухли, което намалява свиването на разтвора по време на втвърдяване и му осигурява по-голяма устойчивост на напукване. Добавя се още натрошена креда и малко количество кварцов пясък, предварително промит с вода. Предполага се, че като пълнител са ползвани още кръв от диви животни и яйчен белтък. По този начин, комбинирайки разнообразни добавки в различни пропорции, майсторите адаптират разтвора към специфичните климатични особености.
Понякога като добавки се ползват още натрошени дървени въглища, накъсани растителни влакна от лен, коноп, слама и други. Влакната се подготвят се дължина 1 – 2 см и добавеното количество заема около 0,5% от обема на разтвора. Така се увеличават якостта, порьозността, помага се за изпарението на влагата и се обезпечава възможността на разтвора да „диша“. Фугите между тухлите са запълнени с разтвор с дебелина, варираща между 2 и 4 см.

## Легенди
Причината за издигането на кулата поражда различни предположения, които си остават легенди, тъй като нито една не е доказана. Според една от тях, кулата е построена за да се отбележат великите дела и заслуги на княз Владимир Василкович. Според друга владетелят издига кулата за да заточи в нея брат си. Трета легенда обяснява строежа ѝ с необходимостта от отбрана от племената на ятвяги, които по-късно са напълно унищожени.
Четвърта легенда гласи, че Каменецката кула е построена от великани. Тъй като били много високи те я строели, застанали на колене, за да им е по-удобно. Кулата се изграждала изключително бързо и растяла просто пред очите на хората. Когато великаните приключили, станали и се отправили покрай Лясная, отвъд реката. След себе си оставяли огромни следи, на мястото на една от които е създадено село Ступичево (от стъпка), което съществува с това име и до днес.